# Kde domov můj
Kde domov můj (in italiano: "Dov'è la mia casa")  è l'inno nazionale della Repubblica Ceca.

## Storia
È in uso dall'indipendenza della nazione nel 1993. Questo canto formava la prima parte dell'inno nazionale della vecchia Cecoslovacchia, con la prima strofa dell'inno slovacco a formare la seconda.
La sua musica fu scritta dal compositore František Škroup (1801-1862) e dal drammaturgo Josef Kajetán Tyl (1808-1856) come parte dell'operetta Fidlovačka aneb žádný hněv a žádná rvačka (Fidlovačka, ovvero niente rabbia e niente lotta), più esattamente si trattava di un'aria del primo atto. Fu eseguita per la prima volta nel  Teatro degli Stati di Praga il 21 dicembre 1834.

## Testo
Il canto originariamente aveva più strofe, ma solo la prima è ufficialmente l'inno, mentre il resto è dimenticato.
| Versione in lingua ceca (originale) | Traduzione letterale in italiano |
| --- | --- |
| 1 Kde domov můj, kde domov můj? Voda hučí po lučinách, bory šumí po skalinách, v sadě skví se jara květ, zemský ráj to na pohled, A to je ta krásná země, země česká, domov můj, země česká, domov můj! 2 Kde domov můj kde domov můj? V kraji znáš-li bohumilém duše útlé v těle čilém mysl jasnou vznik a zdar a tu sílu vzdoru zmar to je Čechů slavné plémě mezi Čechy domov můj mezi Čechy domov můj! | 1 Dov'è la mia casa? Dov'è la mia casa? L'acqua scroscia sui prati, le fronde frusciano sulle rocce, nel giardino risplende il fiore di primavera, il paradiso terrestre a prima vista. Questa è la splendida terra, la terra ceca, casa mia, la terra ceca, casa mia! 2 Dov'è la mia casa? Dov'è la mia casa? Se incontri una terra paradisiaca, Con anime sensibili, in fisici agili, Di mente chiara, gloriosa e prosperosa, E con una forza che tutto sfida, Questa è la gloriosa razza ceca, In mezzo ai cechi è la mia casa, In mezzo ai cechi è la mia casa! |

Nel primo verso e negli ultimi due, la parola "casa" è da intendersi come "patria".